# A級駆逐艦 (初代)
A級駆逐艦（英語: A-class destroyer）は、イギリス海軍の水雷艇駆逐艦（TBD）の艦級。設計は各造船所に任されたことから、極めて多彩なサブタイプが存在するが、共通仕様として27ノットの速力が要求されたことから、当初は27ノッター型（英語: Twenty-seven knotter class）と称されていた。また1892年・1893年単年度計画による初期建造艦6隻は若干要求仕様が異なることから、特に26ノッター型（英語: Twenty-six knotter class）として区別されることもある。その後、1913年に駆逐艦の艦級がアルファベット順に整理された際に、この艦級名が付与された。

## 来歴
1860年代より、フランスでは強力な武装を有する小型艦による攻撃力を重視した、青年学派と呼ばれる海軍戦略が台頭していた。これを受けて、1881年、フランス共和国議会下院は装甲戦艦の建造を中断するかわりに70隻の水雷艇の建造予算を認可し、1886年にはさらに100隻の水雷艇と14隻の高速巡洋艦が加わった。イギリス海軍にとって、これは、フランス海軍が、外洋での作戦は高速巡洋艦による通商破壊戦に、そして近海での作戦は敏捷な水雷艇を重視するように切り替えたことを意味するように思われた。
この対策として、1880年代中盤より、イギリス海軍は、水雷艇を撃攘しつつ自らも敵艦に雷撃を敢行しうる高速・軽快な艦として、水雷艇捕獲艦（Torpedo boat catcher）や水雷砲艦（Torpedo gunboat）の建造を試みた。しかしこれらは、従来の水上戦闘艦の延長線上であったことから船体構造が過重であり、また軽量大出力の適切な機関が得られなかったことから所期の速力を達成できず、その後の進化に繋がることはなかった。
1892年、これに代わるものとして、第三海軍卿ジョン・アーバスノット・フィッシャー提督が発注したのが水雷艇駆逐艦（Torpedo boat destroyer, TBD）である。これは水管ボイラーの発明に伴う軽量高出力機関の実用化を背景として、船体構造・機関ともに水雷艇をベースとして拡大強化するアプローチにより、大型の艦型と高速力を両立させるものであった。その最初の形式として、27ノットの速力と有力な速射砲の装備を主眼として建造されたのが、本級に属する各艦である。

## 設計
設計は各造船所に任されたことから、艦型は極めて多彩であり、煙突数ひとつとっても#同型艦一覧表にみるとおり1本から4本までのバリエーションが存在するが、基本構造はいずれも水雷艇を強化・拡大したものとなっている。敵からの発見を遅らせるため、乾舷の低い平甲板型とされたことから、艦首が波浪に突っ込んだときに海水をすくい上げないように、水はけの良い亀甲型（タートルバック）とされた。また艦首よりやや後方の外板には波の打上げを減少させるためフレアが付されているほか、艦橋付近から艦尾付近までは、吃水線付近が最も幅広く、乾舷は船体内向きに内傾しているタンブルホームの形状を採用した。なお艦尾艦底部には、プロペラ先端の一部を納めるための凹みが付されている。
上記の経緯より、機関には基本的に石炭専焼式の水管ボイラーが採用された。これはヤーロウ社のアルフレッド・ヤーロウによって、1877年より開発されていた画期的な蒸気発生装置であり、1887年にはヤーロウ式ボイラーとして実用化された。本級搭載の水管ボイラーは、ヤーロウ式のほか、ソーニクロフト式、ノルマン式、リード式、ブリセンデン式があり、蒸気性状は圧力185–250 lbf/in2 (13.0–17.6 kgf/cm2)、飽和温度であった。ただしこのように新開発の装置であったことから、最初のTBDである「ハヴォック」は、ヤーロウ社自身により建造されていたにもかかわらず、実績のある煙管ボイラー（汽車缶）を搭載した（後に水管ボイラーに換装）。また造船所によっては、ホワイト式巻管ボイラーを搭載した艦もある。
主機関は、基本的には、水雷艇で主流だった3段膨張3気筒レシプロ蒸気機関が踏襲された。ただしソーニクロフト社で建造された艦では各気筒の負荷配分やバランシングの改善による振動低減を図った3段膨張4気筒機関が搭載されたほか、上記の「ハヴォック」では、やはり早期完成が重視されたことから、2段膨張2気筒機関が搭載された。
このように機関が多彩であったことから、実際の速力には個艦差が大きく、「フェーヴェント」「ゼファー」では26ノットすら達成できなかった一方、「ハーディ」「フォーティ」は27ノット以上、また「ボクサー」は29.175ノットを記録している。しかし本級は概して機関の衰耗が激しく、1909年末の時点で、状態の良い艦でも20～23ノットの速力発揮が限界となっていた。

## 装備
上記の経緯より、駆逐艦の第一の武器は、水雷艇撃攘のための艦砲とされた。イギリス海軍では、この時期、従来採用してきた大口径の前装砲にかえて、より小口径ではあるが発射速度と追随性に優れた後装式の速射砲を採用しつつあったが、これには、高い発射速度と、当時の魚雷の最大有効射程であった600ヤード (550 m)よりも長い射程によって水雷艇をアウトレンジできる性能が求められていた。本級では、主砲として40口径7.6cm砲（QF 12ポンド砲）、また副砲として40口径5.7cm砲（QF 6ポンド砲）が採用された。搭載数は、当初は主砲1門、副砲3門で、主砲は艦首甲板直後のプラットフォームに搭載された。なお水雷艇撃攘のために出動する際には魚雷発射管を降ろして副砲2門を増備する計画であったが、7番艦からは副砲を常時5門搭載するように変更された。
また同時に、水雷艇と同様の雷撃任務も求められたことから、18インチ魚雷発射管2基も搭載された。なお、26ノッター型では、更に亀甲型の艦首甲板に固定式の発射管を備えたものの、艦首波を助長して凌波性を損なうことから、後に撤去された。

## 同型艦一覧
| 煙突 | 計画年度          | 造船所                        | 艦名                           | 竣工       | 解体              |
| ---- | ----------------- | ----------------------------- | ------------------------------ | ---------- | ----------------- |
| 1本  | 1893-4年 追加計画 | ハンナ, ドナルド ＆ウィルソン | フェーヴェント HMS Fervent     | 1900年6月  | 1920年            |
| 1本  | 1893-4年 追加計画 | ハンナ, ドナルド ＆ウィルソン | ゼファー HMS Zephyr            | 1901年7月  | 1920年            |
| 2本  | 1892年            | ヤーロウ                      | ハヴォック HMS Havock          | 1894年1月  | 1912年            |
| 2本  | 1892年            | ヤーロウ                      | ホーネット HMS Hornet          | 1894年7月  | 1909年            |
| 2本  | 1892年            | ソーニクロフト                | デアリング HMS Daring          | 1895年2月  | 1912年            |
| 2本  | 1892年            | ソーニクロフト                | デコイ HMS Decoy               | 1895年6月  | 1904年衝突・沈没  |
| 2本  | 1893-4年 当初計画 | ソーニクロフト                | アーデント HMS Ardent          | 1895年4月  | 1911年            |
| 2本  | 1893-4年 当初計画 | ソーニクロフト                | ボクサー HMS Boxer             | 1895年6月  | 1918年衝突・沈没  |
| 2本  | 1893-4年 当初計画 | ソーニクロフト                | ブルーザー HMS Bruiser         | 1895年6月  | 1914年            |
| 2本  | 1893-4年 追加計画 | フェアフィールド              | ハンディ HMS Handy             | 1895年10月 | 1916年            |
| 2本  | 1893-4年 追加計画 | フェアフィールド              | ハート HMS Hart                | 1896年1月  | 1912年            |
| 2本  | 1893-4年 追加計画 | フェアフィールド              | ハンター HMS Hunter            | 1896年5月  | 1912年            |
| 3本  | 1893-4年 当初計画 | ヤーロウ                      | チャージャー HMS Charger       | 1896年2月  | 1912年            |
| 3本  | 1893-4年 当初計画 | ヤーロウ                      | ダッシャー HMS Dasher          | 1896年3月  | 1912年            |
| 3本  | 1893-4年 当初計画 | ヤーロウ                      | ヘイスティ HMS Hasty           | 1896年5月  | 1912年            |
| 3本  | 1893-4年 追加計画 | ドックスフォード              | ハーディ HMS Hardy             | 1896年8月  | 1911年            |
| 3本  | 1893-4年 追加計画 | ドックスフォード              | フォーティ HMS Haughty         | 1896年8月  | 1912年            |
| 3本  | 1893-4年 追加計画 | パルマーズ                    | ジェイナス HMS Janus           | 1895年11月 | 1914年            |
| 3本  | 1893-4年 追加計画 | パルマーズ                    | ライトニング HMS Lightning     | 1896年1月  | 1915年6月30日戦没 |
| 3本  | 1893-4年 追加計画 | パルマーズ                    | ポークパイン HMS Porcupine     | 1896年3月  | 1920年            |
| 3本  | 1893-4年 追加計画 | ホワイト                      | コンフリクト HMS Conflict      | 1899年7月  | 1920年            |
| 3本  | 1893-4年 追加計画 | ホワイト                      | ティーザー HMS Teazer          | 1899年3月  | 1912年            |
| 3本  | 1893-4年 追加計画 | ホワイト                      | ウィザード HMS Wizard          | 1899年7月  | 1920年            |
| 3本  | 1893-4年 追加計画 | ホーソン・ レスリー           | オポッサム HMS Opossum         | 1896年3月  | 1920年            |
| 3本  | 1893-4年 追加計画 | ホーソン・ レスリー           | レンジャー HMS Ranger          | 1896年6月  | 1920年            |
| 3本  | 1893-4年 追加計画 | ホーソン・ レスリー           | サンフィッシュ HMS Sunfish     | 1896年2月  | 1920年            |
| 3本  | 1893-4年 追加計画 | J&Gトムソン                   | ロケット HMS Rocket            | 1895年7月  | 1912年            |
| 3本  | 1893-4年 追加計画 | J&Gトムソン                   | シャーク HMS Shark             | 1895年7月  | 1911年            |
| 3本  | 1893-4年 追加計画 | J&Gトムソン                   | サーリー HMS Surly             | 1895年7月  | 1920年            |
| 3本  | 1893-4年 追加計画 | ヴィッカース ・バロー         | スケイト HMS Skate             | 1896年1月  | 1907年            |
| 3本  | 1893-4年 追加計画 | ヴィッカース ・バロー         | スターフィッシュ HMS Starfish  | 1896年1月  | 1912年            |
| 3本  | 1893-4年 追加計画 | ヴィッカース ・バロー         | スタージョン HMS Sturgeon      | 1896年1月  | 1912年            |
| 3本  | 1893-4年 追加計画 | アームストロング ・タイン     | スピットファイヤ HMS Spitfire  | 1896年11月 | 1912年            |
| 3本  | 1893-4年 追加計画 | アームストロング ・タイン     | ソードフィッシュ HMS Swordfish | 1896年12月 | 1910年            |
| 3本  | 1893-4年 追加計画 | テムズ鉄工 造船所             | ゼブラ HMS Zebra               | 1900年1月  | 1914年            |
| 4本  | 1893年            | キャメル・ レアード           | フェリト HMS Ferret            | 1895年3月  | 1911年            |
| 4本  | 1893年            | キャメル・ レアード           | リンクス HMS Lynx              | 1895年8月  | 1912年            |
| 4本  | 1893-4年 追加計画 | キャメル・ レアード           | バンシー HMS Banshee           | 1895年7    | 1912年            |
| 4本  | 1893-4年 追加計画 | キャメル・ レアード           | コンテスト HMS Contest         | 1895年7    | 1911年            |
| 4本  | 1893-4年 追加計画 | キャメル・ レアード           | ドラゴン HMS Dragon            | 1895年6月  | 1912年            |
| 4本  | 1893-4年 追加計画 | アール                        | サーモン HMS Salmon            | 1896年1月  | 1912年            |
| 4本  | 1893-4年 追加計画 | アール                        | スナッパー HMS Snapper         | 1896年1月  | 1912年            |